# Stefan Blank
Stefan Blank (ur. 10 marca 1977 w Gelsenkirchen) – niemiecki piłkarz występujący na pozycji obrońcy.

## Kariera
Blank treningi rozpoczął w 1984 roku w klubie FC Schalke 04. W 1994 roku przeszedł do juniorskiej ekipy zespołu SG Wattenscheid 09. W 1996 roku został włączony do jego pierwszej drużyny, grającej w Regionallidze West. W 1997 roku awansował z klubem do 2. Bundesligi. W 1998 roku odszedł do beniaminka 2. Bundesligi, Hannoveru 96. W tym zespole przez 2 lata rozegrał 45 spotkań i zdobył 10 bramek.
W 2000 roku Blank przeszedł do pierwszoligowego VfB Stuttgart. W Bundeslidze zadebiutował 23 września 2000 roku w zremisowanym 1:1 meczu z VfL Bochum. W Stuttgarcie spędził rok. W tym czasie zagrał tam 7 meczach. W 2001 roku trafił Werderu Brema, również grającego w Bundeslidze. Pierwszy ligowy mecz zaliczył tam 8 grudnia 2001 roku przeciwko FC St. Pauli (3:0). Było to jednak jedyne spotkanie rozegrane przez Blanka w Werderze.
W styczniu 2003 roku odszedł do drugoligowego FC St. Pauli. W tym samym roku spadł z klubem do Regionalligi Nord. Wówczas przeniósł się do drugoligowej Alemannii Akwizgran. Przez 1,5 roku zagrał tam w 43 meczach i strzelił 10 goli.
W styczniu 2005 roku Blank przeszedł do 1. FC Kaiserslautern, występującego w Bundeslidze. Zadebiutował tam 22 stycznia 2005 roku w wygranym 3:1 ligowym spotkaniu z 1. FC Nürnberg. W Kaiserslautern spędził 1,5 roku. W 2006 roku, po spadku z zespołem do 2. Bundesligi, został zawodnikiem innego drugoligowca, MSV Duisburg, gdzie w 2008 roku zakończył karierę.
Po zakończeniu kariery piłkarskiej Blank został trenerem Wattenscheid U-19. Prowadził również pierwszą drużynę Wattenscheid, a także SpVgg Erkenschwick, rezerwy Hallescher FC, DJK Eintracht Datteln oraz FC Kray.
| Sezon   | Klub                 | Kraj   | Rozgrywki     | Mecze | Bramki |
| ------- | -------------------- | ------ | ------------- | ----- | ------ |
| 1997/98 | SG Wattenscheid 09   | Niemcy | 2. Bundesliga | 14    | 0      |
| 1998/99 | Hannover 96          | Niemcy | 2. Bundesliga | 26    | 3      |
| 1999/00 | Hannover 96          | Niemcy | 2. Bundesliga | 19    | 7      |
| 2000/01 | VfB Stuttgart        | Niemcy | Bundesliga    | 7     | 0      |
| 2001/02 | Werder Brema         | Niemcy | Bundesliga    | 1     | 0      |
| 2002/03 | Werder Brema         | Niemcy | Bundesliga    | 0     | 0      |
| 2002/03 | FC St. Pauli         | Niemcy | 2. Bundesliga | 12    | 2      |
| 2003/04 | Alemannia Aachen     | Niemcy | 2. Bundesliga | 29    | 8      |
| 2004/05 | Alemannia Aachen     | Niemcy | 2. Bundesliga | 14    | 2      |
| 2004/05 | 1. FC Kaiserslautern | Niemcy | Bundesliga    | 14    | 4      |
| 2005/06 | 1. FC Kaiserslautern | Niemcy | Bundesliga    | 17    | 1      |
| 2006/07 | MSV Duisburg         | Niemcy | 2. Bundesliga | 6     | 1      |
| 2007/08 | MSV Duisburg         | Niemcy | 2. Bundesliga | 0     | 0      |